# Dům vědců (Lvov)
Dům vědců ve Lvově (ukrajinsky Буди́нок вче́них) je nejvýznamnější novobarokní architektonická památka ve Lvově. Byl postaven v roce 1898 a financován skupinou šlechticů, milovníků koní a jezdectví, pro jejich společenské potřeby. Je znám také pod řadou jiných názvů: Šlechtické, Hraběcí, Lidové nebo Gerhardovo kasino. Nachází se v centrální části města, v ulici Listopadovoho Činu 6 (вул. Листопадового Чину, 6).
Do roku 1939 fungovalo v budově kasino. Během druhé světové války v něm sídlil nábor mladých lidí pro totální nasazení na práci v Německu. Od roku 1948 budova začala fungovat jako Dům vědců, tedy centrála větve odborů určené pro místní inteligenci. V současné době dům patří lvovské regionální organizaci odborového svazu pracovníků školství a vědy na Ukrajině. V roce 1998 v budově sídlilo lvovské regionální volební centrum prezidentského kandidáta Leonida Kučmy. Rovněž se zde pravidelně konají Lvovské plesy.

## Historie
Na místě původně stál činžovní dům, postavený v roce 1879 dle projektu Wojtěcha Gaara. Stavba nové budovy probíhala v letech 1897–1898 dle projektu vídeňské architektonické kanceláře Ateliér Fellner a Helmer, což byl jeden z nejvýznamnějších ateliérů Rakouska-Uherska. Tato společnost navrhla a vyprojektovala více než 200 význačných staveb, zejména divadel (v českých zemích např. Státní operu v Praze, Mahenovo divadlo v Brně, Divadlo F. X. Šaldy v Liberci,  městská divadla v Jablonci nad Nisou, Mladé Boleslavi a Karlových Varech). Na stavbu dohlíželi lvovští stavitelé Lyškevyč a Pšorn. Sochařskou výzdobu fasády provedli rakouští sochaři Theodor Friedl a Reinold Welkel dle předloh Rudolfa Weira.

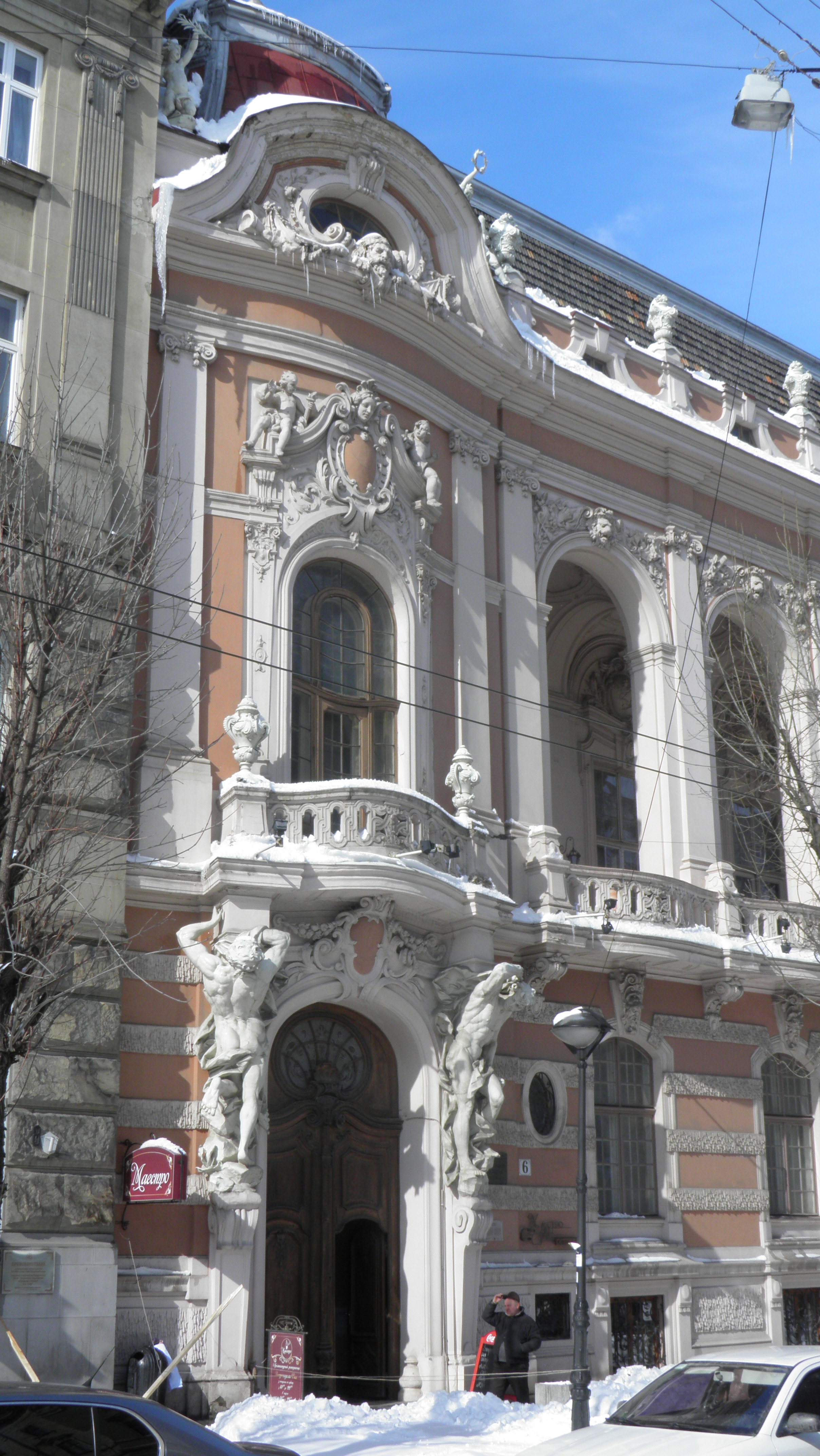

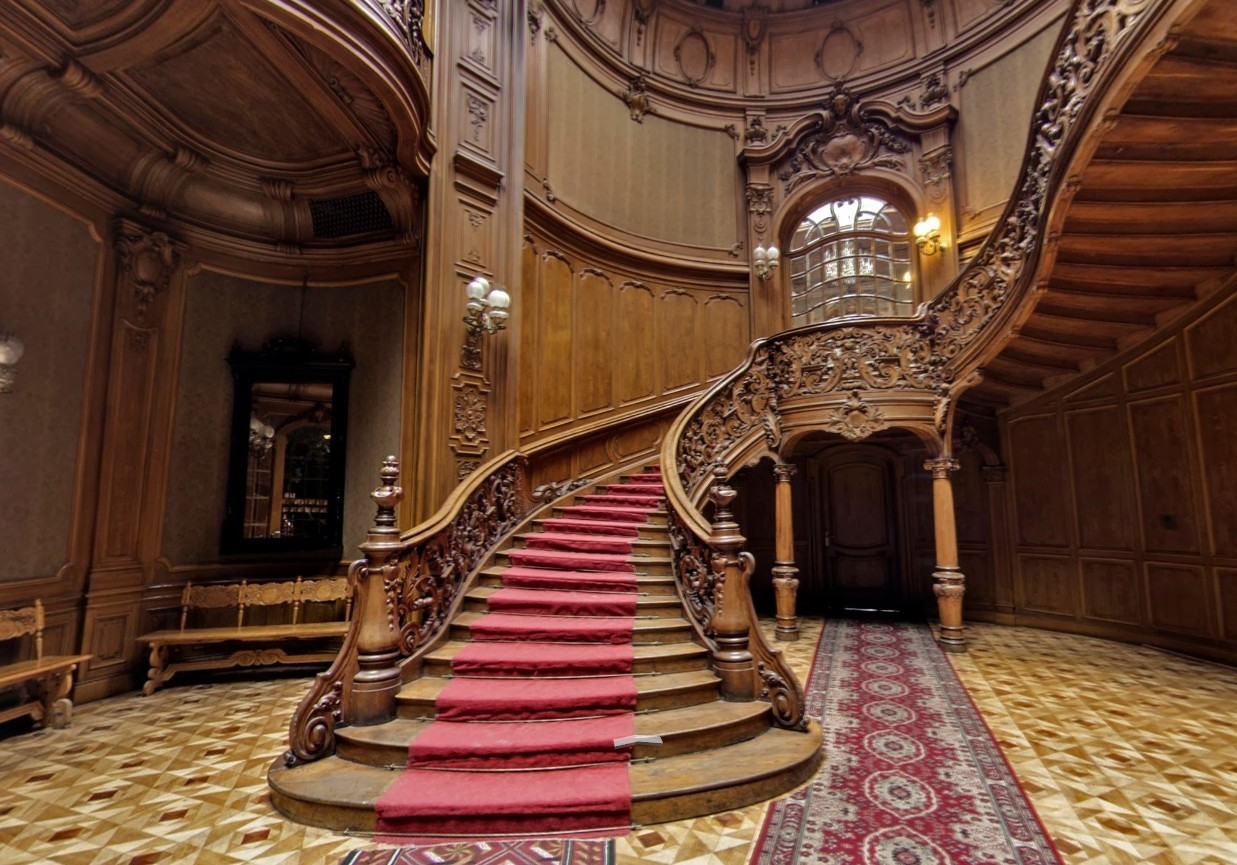

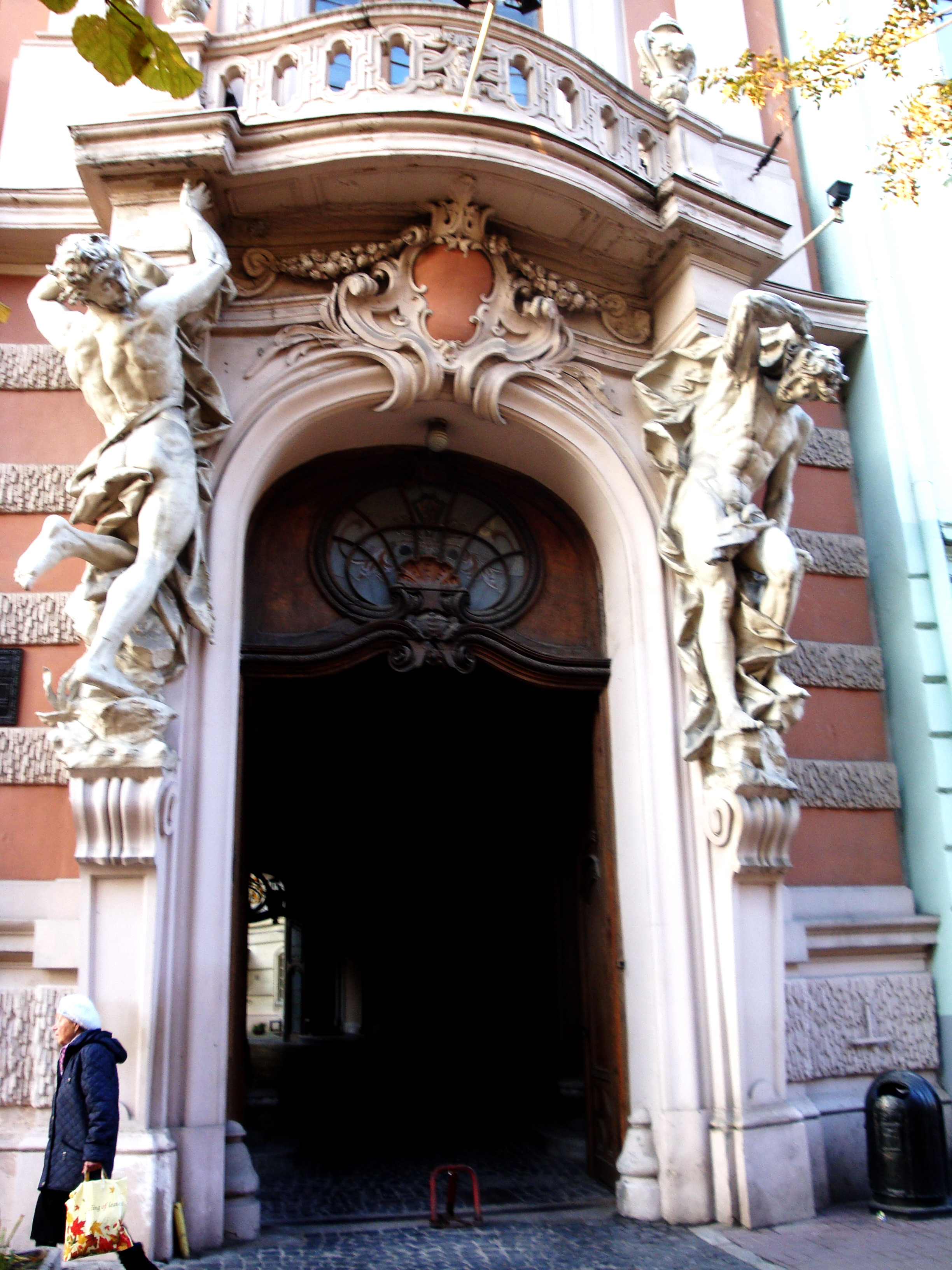

## Architektura

### Exteriér
Budova ve stylu novobaroka má dvě patra a vysokou prosklenou mansardovou střechu. Architekti se inspirovali příklady palácové architektury středoevropského novobaroka. Na čelní straně budovy se nachází vysoká a prostorná lodžie, postranní balkony nad vjezdy spočívají na monumentálních postavách Atlantů. Nad okny lodžie jsou kartuše s erby zemí: je zde zastoupena Volyň, Podolí, Červená Rus, Belz a Polsko. Malebné supraporty vytvořili lvovští umělci Stanislav Dembický, Stanislav Rejchan, Tadeáš Rybkowský a Michal Sozanský.

### Interiér
V interiéru se ve vstupní hale nachází dynamicky zprohýbané dřevěné schodiště a na něj navazující galerie. Vyřezávaný dřevěný interiér vyrobil Sandor Yaray ve lvovské továrně bratří Včeljaků. Sochař Edmund Pliševský zhotovil za účasti mistra kameníka Juliana Gury alabastrový krb ve vstupní hale.
Druhé patro budovy obsahuje osm sálů: Divadelní sál s kapacitou 200 míst, Bílý sál, Červený sál, Béžový sál, knihovnu, galerii na balkóně, zahradu a zasedací místnost Domu vědců.

## Významná data budovy a jejího využívání
- 1897–1898 stavba budovy
- od roku 1918 budova využívána jako Městské kasino
- v roce 1948 dostala budova dnešní název - Dům vědců
- v roce 1998 v budově sídlilo regionální volební ředitelství ukrajinského kandidáta na prezidenta, Leonida Kučmy
- v roce 1999 zde působilo tiskové středisko Summitu prezidentů střední a východní Evropy
- 23. září 2008 byla budova zařazena na seznam památek kulturního dědictví, které nepodléhají privatizaci
- interiéry budovy jsou často využívány pro natáčení filmů (např. D'Artagnan a tři mušketýři ), fotografování svateb a natáčení svatebních videí

## Galerie

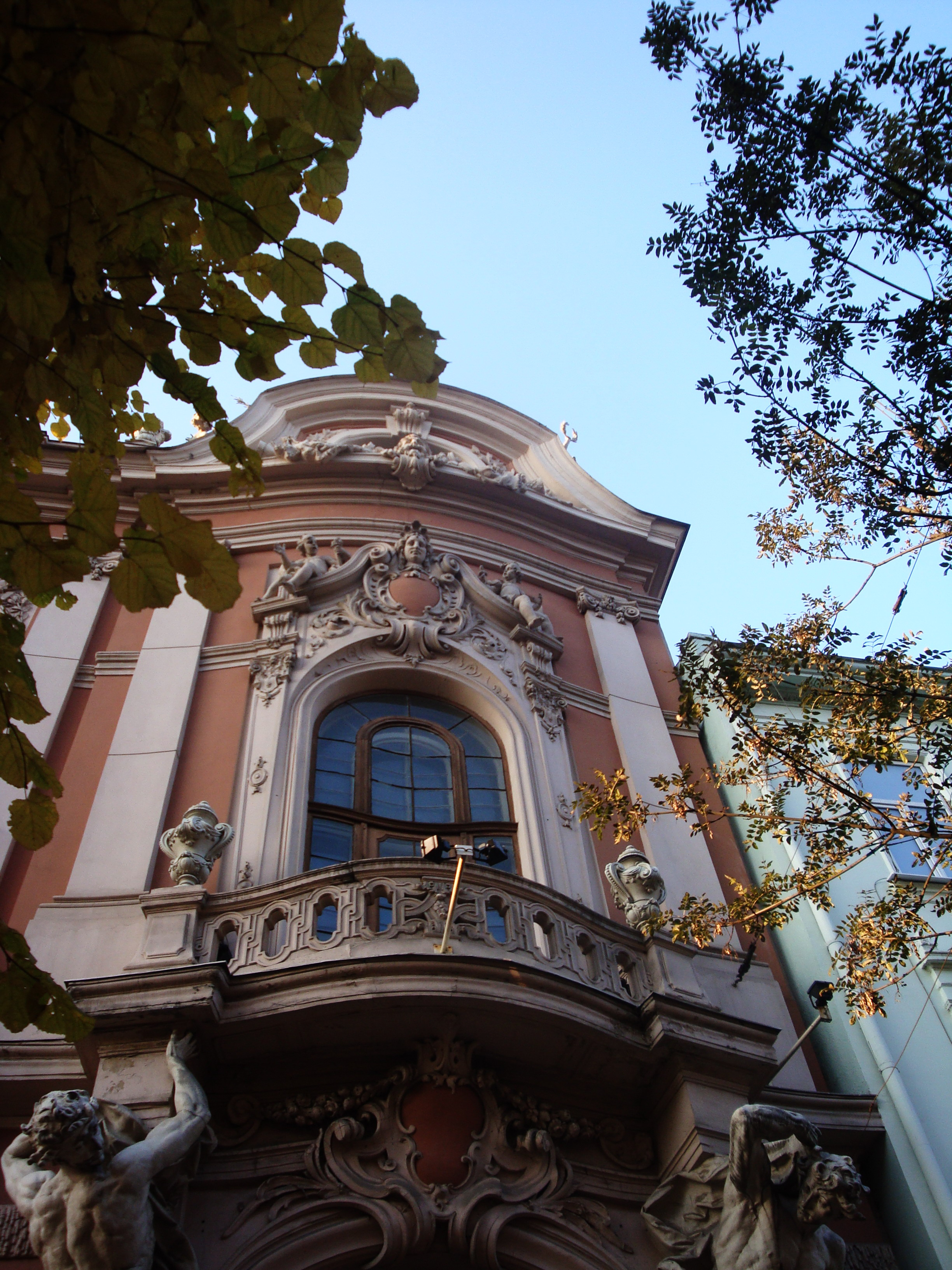
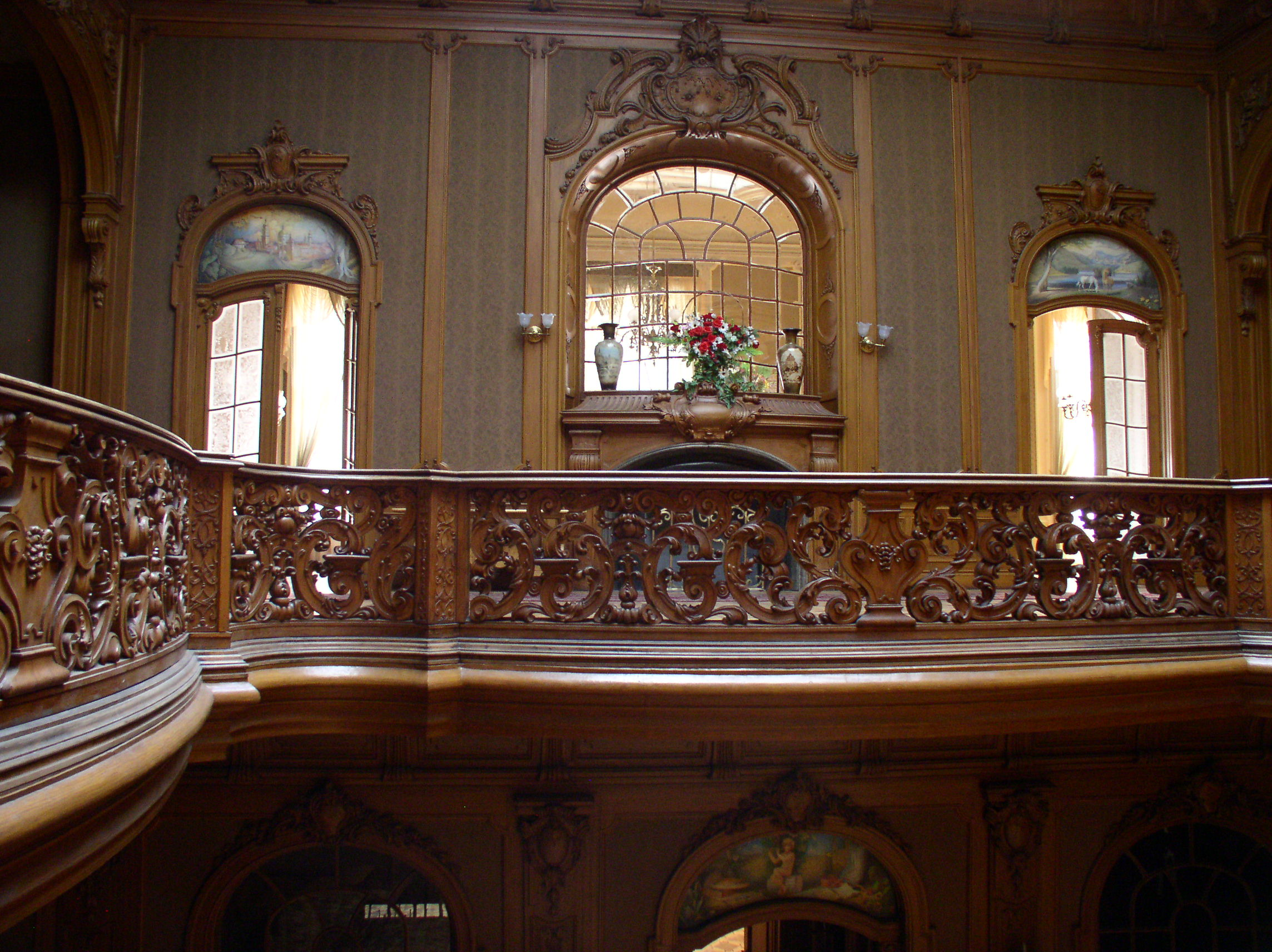
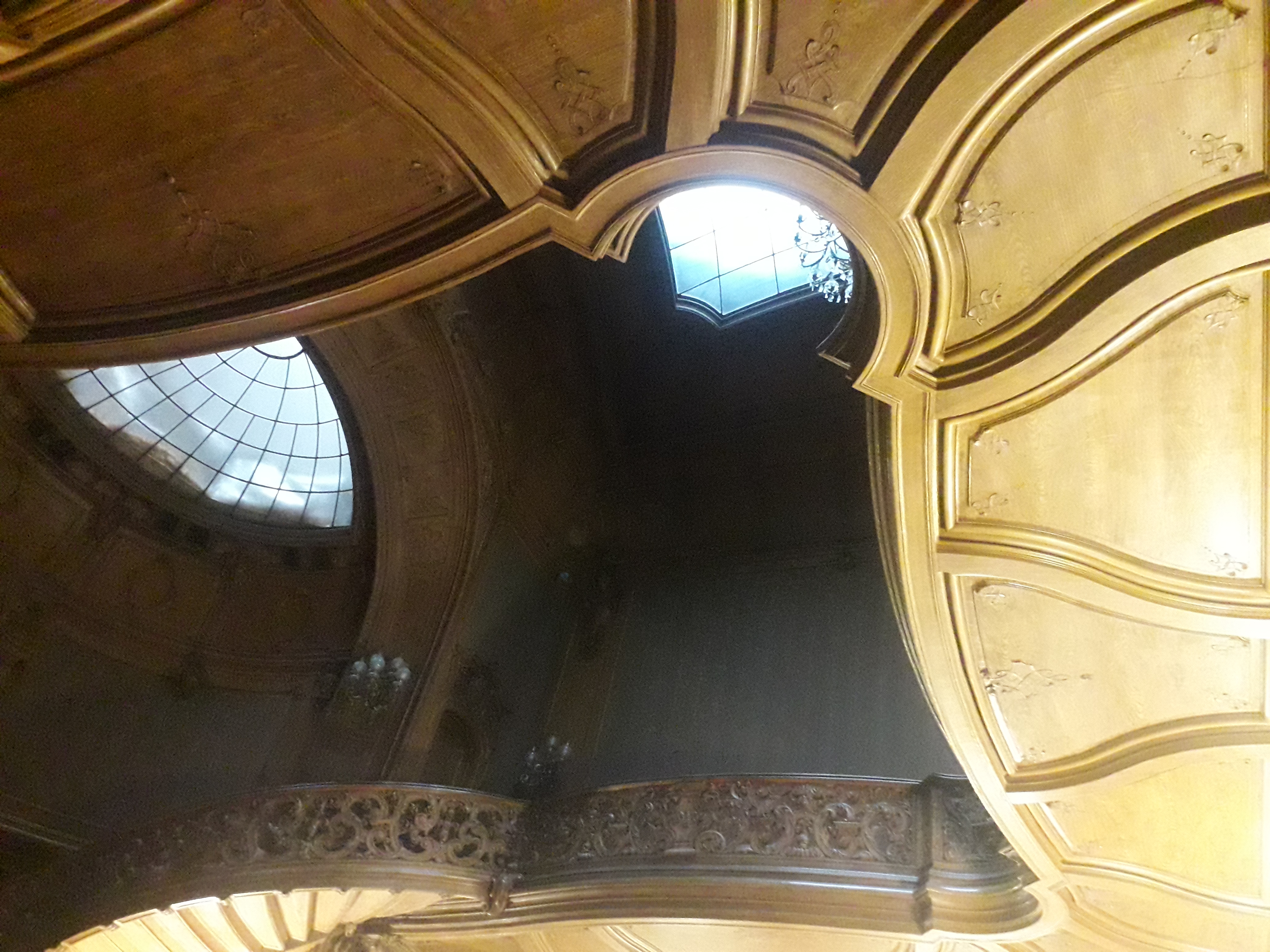
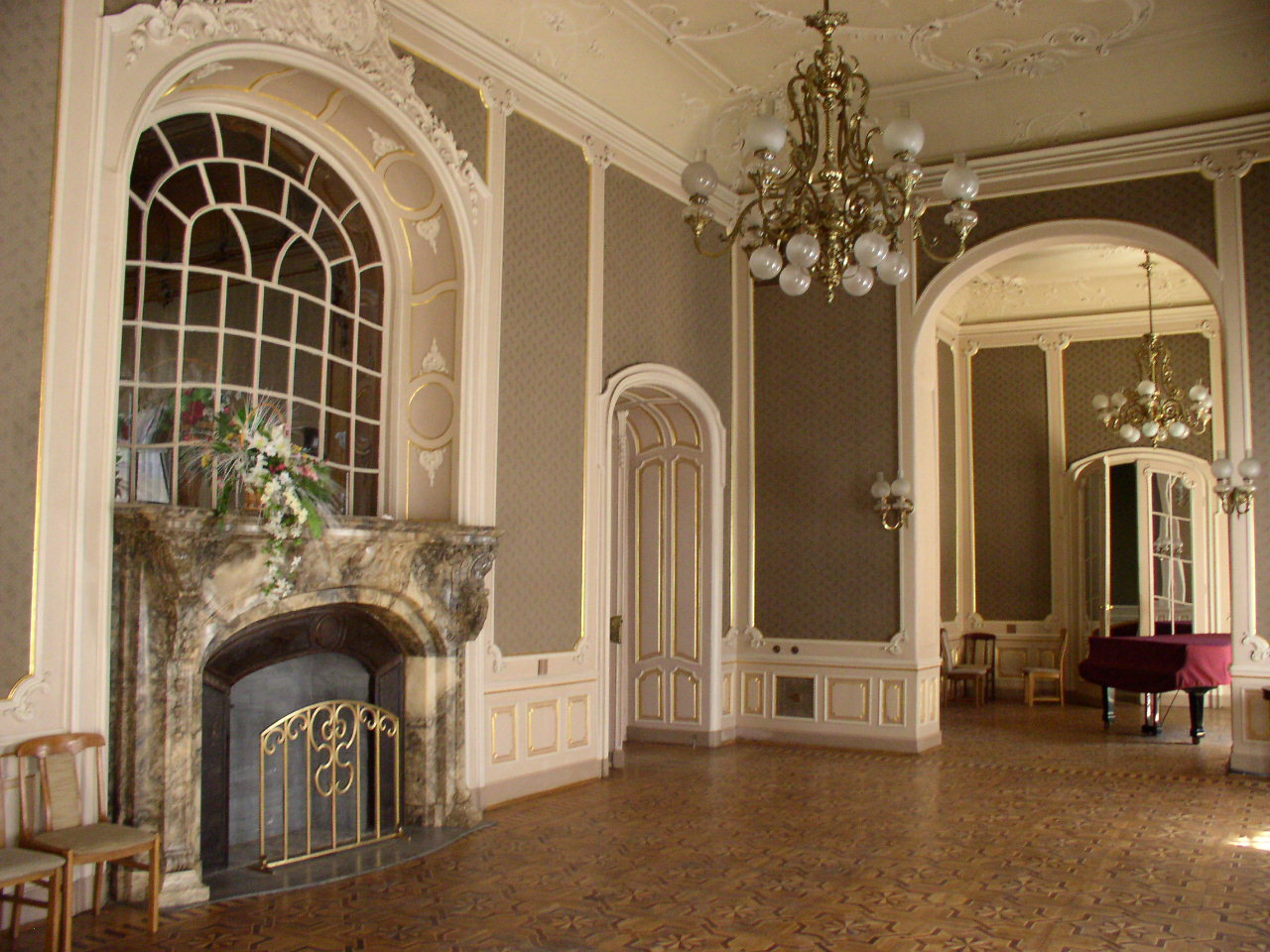
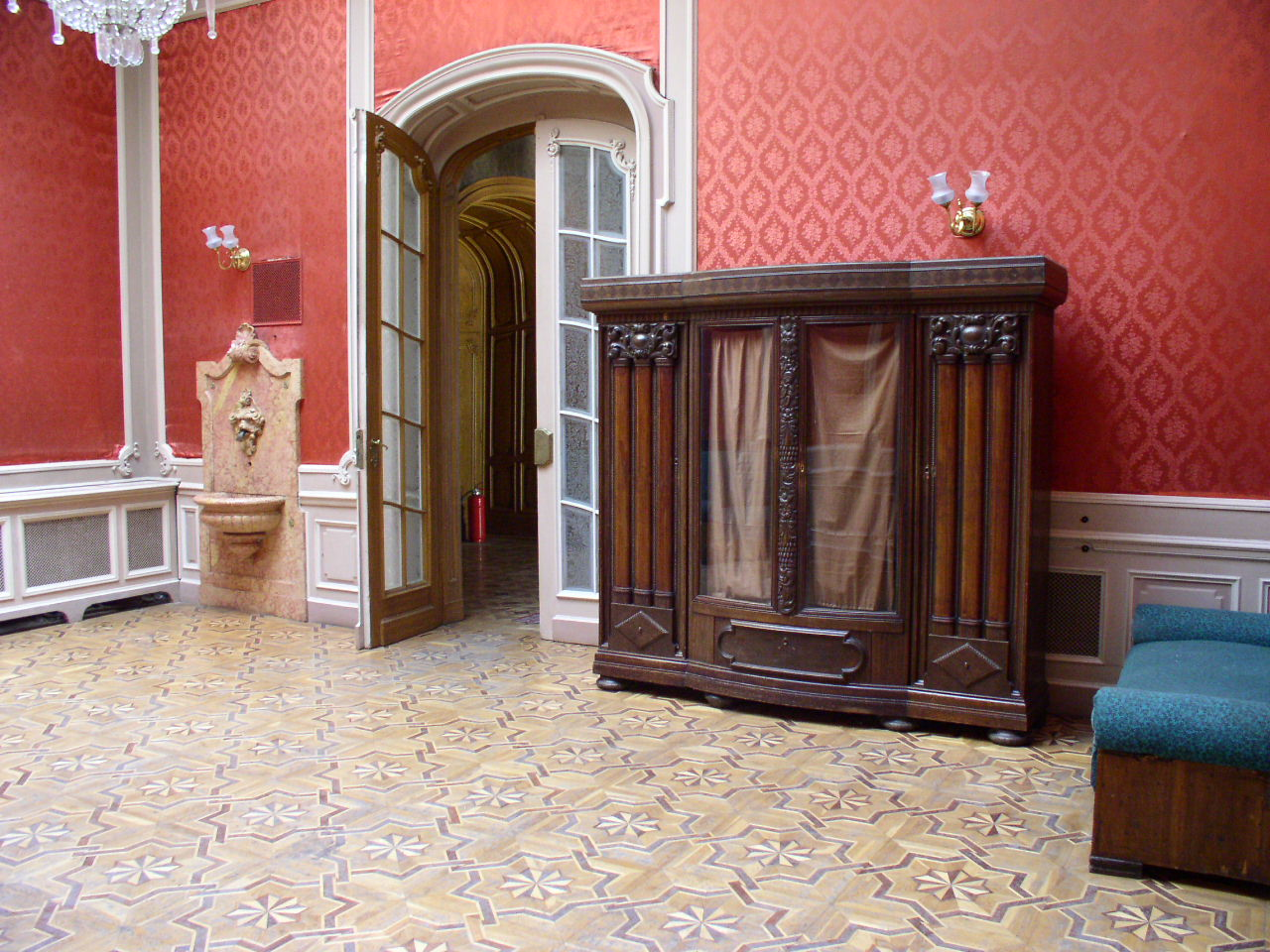